# Krossá
Il  Krossá è un fiume che scorre nella parte meridionale dell'Islanda.

## Descrizione
Ha la sua sorgente nel ghiacciaio Krossárjökull, una propaggine del Mýrdalsjökull. 
Il Krossá scorre tra il ghiacciaio Eyjafjallajökull e il crinale del Þórsmörk prima di confluire nel Markarfljót, di cui è l'affluente principale. Il fiume è noto per essere molto pericoloso perché il livello dell'acqua e la sua portata possono variare in modo notevole e repentino in caso di fusione rapida dei ghiacci o rottura di dighe glaciali.
A causa della mancanza di ponti stradali, il fiume può essere attraversato solo a guado, preferibilmente con veicoli 4x4. 
È stato però allestito un ponte pedonale mobile, dotato di ruote, che permette l'attraversamento a piedi del fiume. Il ponte può essere spostato in caso di problematiche legate a notevoli variazioni della portata del fiume, che possono anche comportare anche la modifica delle sponde su cui è appoggiato e richiedere quindi uno spostamento del suo posizionamento.

## Galleria d'immagini

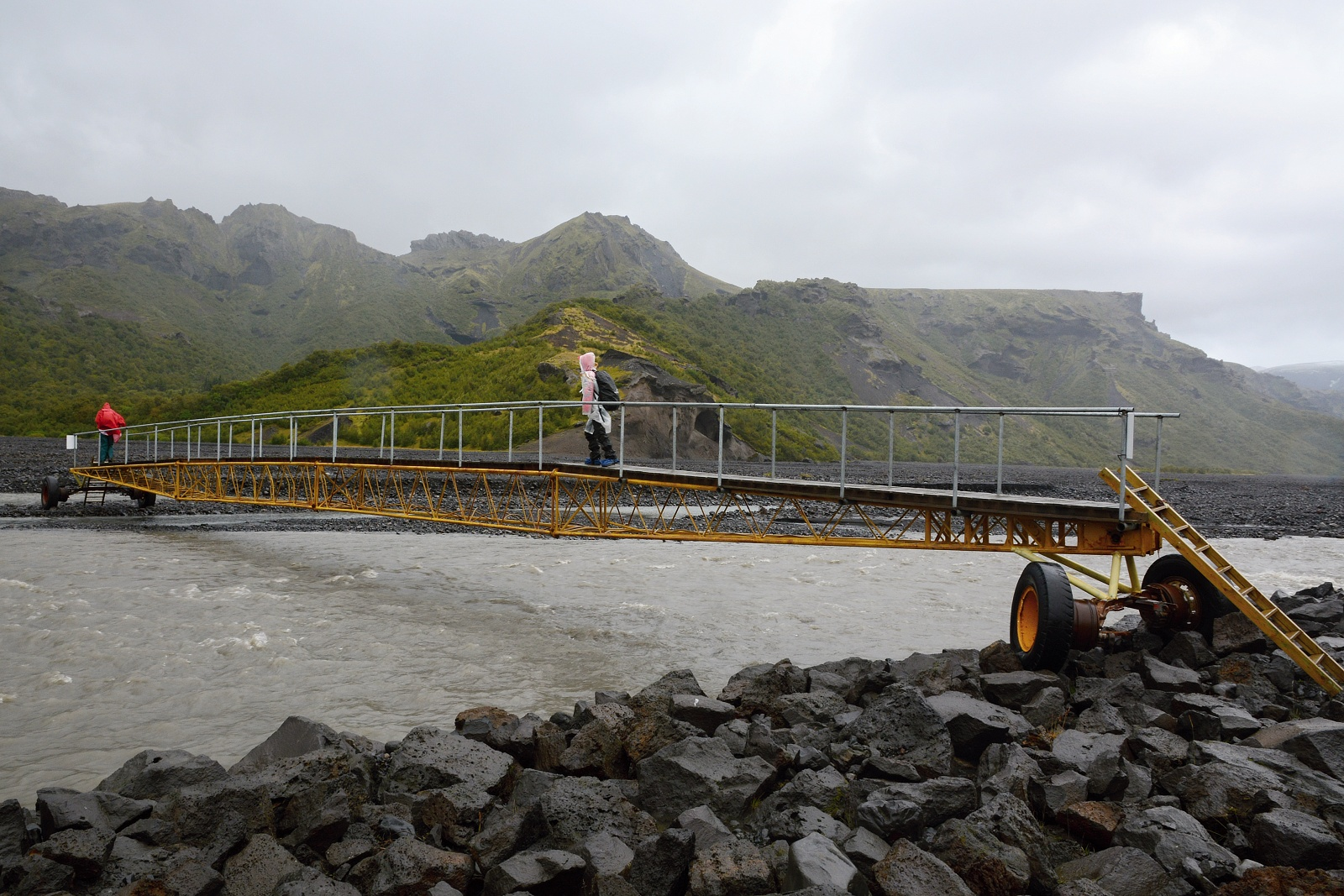
Il ponte pedonale mobile sul fiume
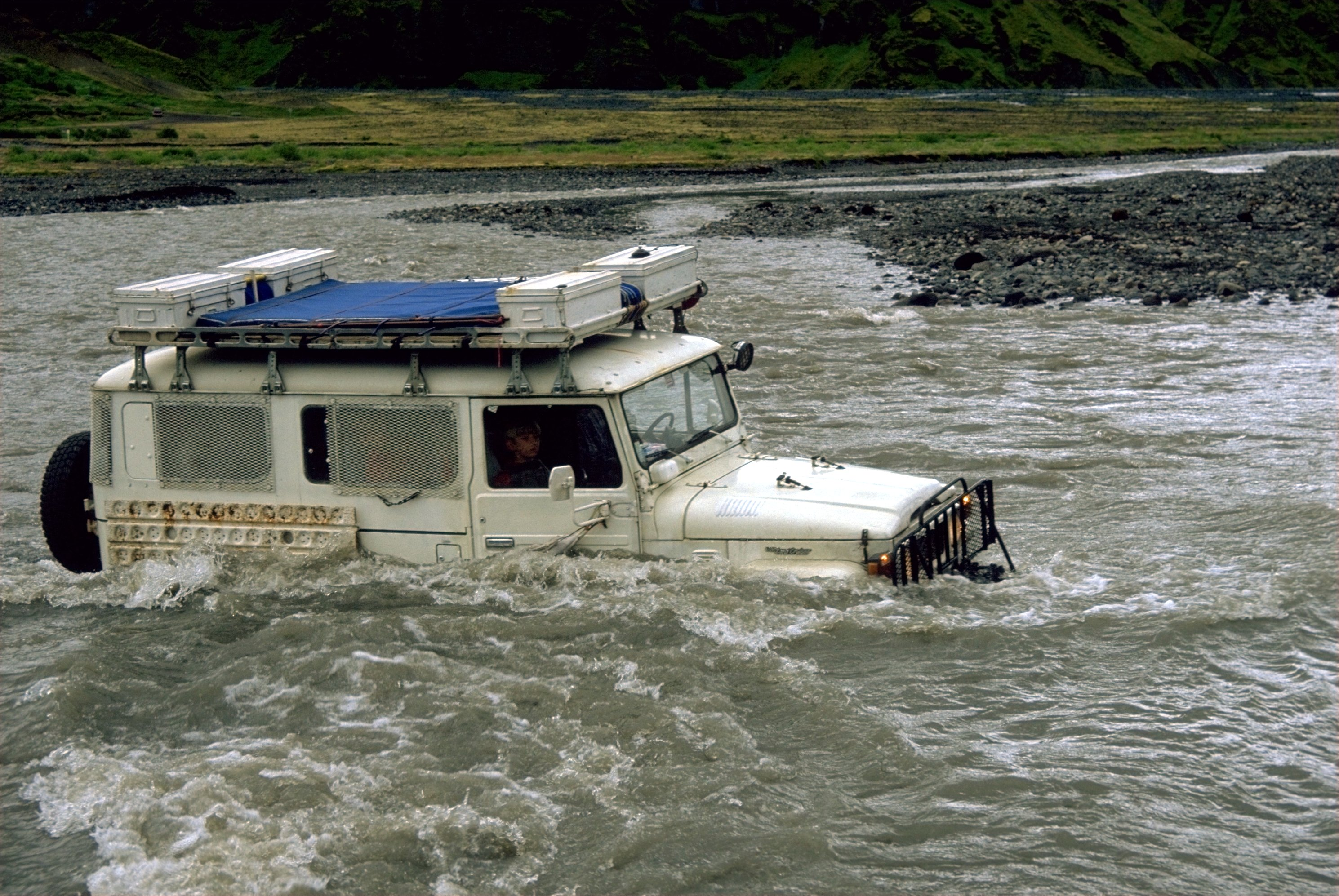
Un'auto impegnata nel guado del fiume
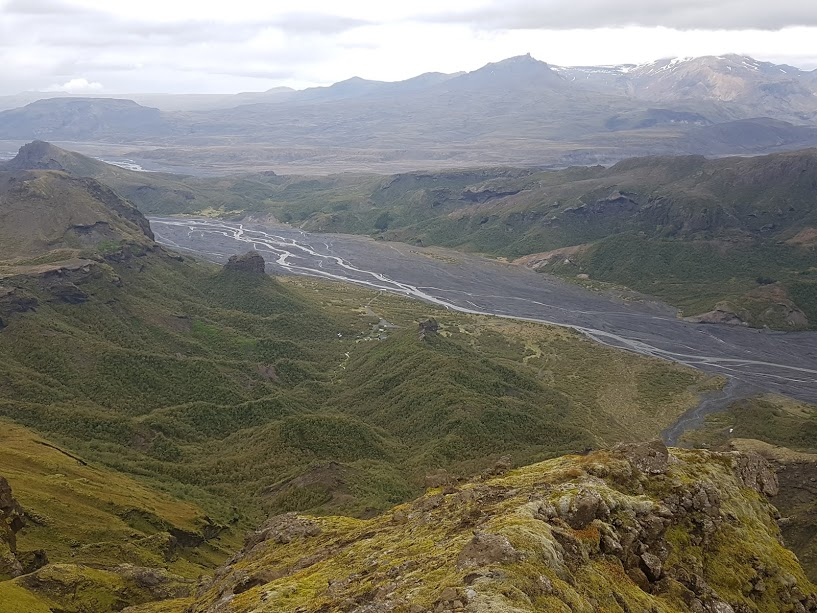
Il fiume nel Godaland